# Kistelek
Kistelek ist eine Stadt im Kreis Kistelek im Komitat Csongrád-Csanád in Südungarn.
Im Jahr 2011 lebten 7.100 Einwohner auf einer Fläche von 69,19 km².
Kistelek ist Verwaltungssitz des Kreises Kistelek.
Durch die Stadt führt die Straße Nr. 5. Die Autobahn M5 von Budapest nach Szeged verläuft westlich in 3 km Entfernung.

## Söhne und Töchter
- Gyula Polgár (1912–1992), ungarischer Fußballspieler